# Włodzisław (powiat sławieński)
Włodzisław (do 1945 niem. Lerchenhain) – mała osada śródleśna w Polsce położona w województwie zachodniopomorskim, w powiecie sławieńskim, w gminie Malechowo. W latach 1975–1998 miejscowość administracyjnie należała do województwa koszalińskiego.
Według danych z 29 marca 2011 osada miała 3 stałych mieszkańców.